# Konica Autoreflex-Serie

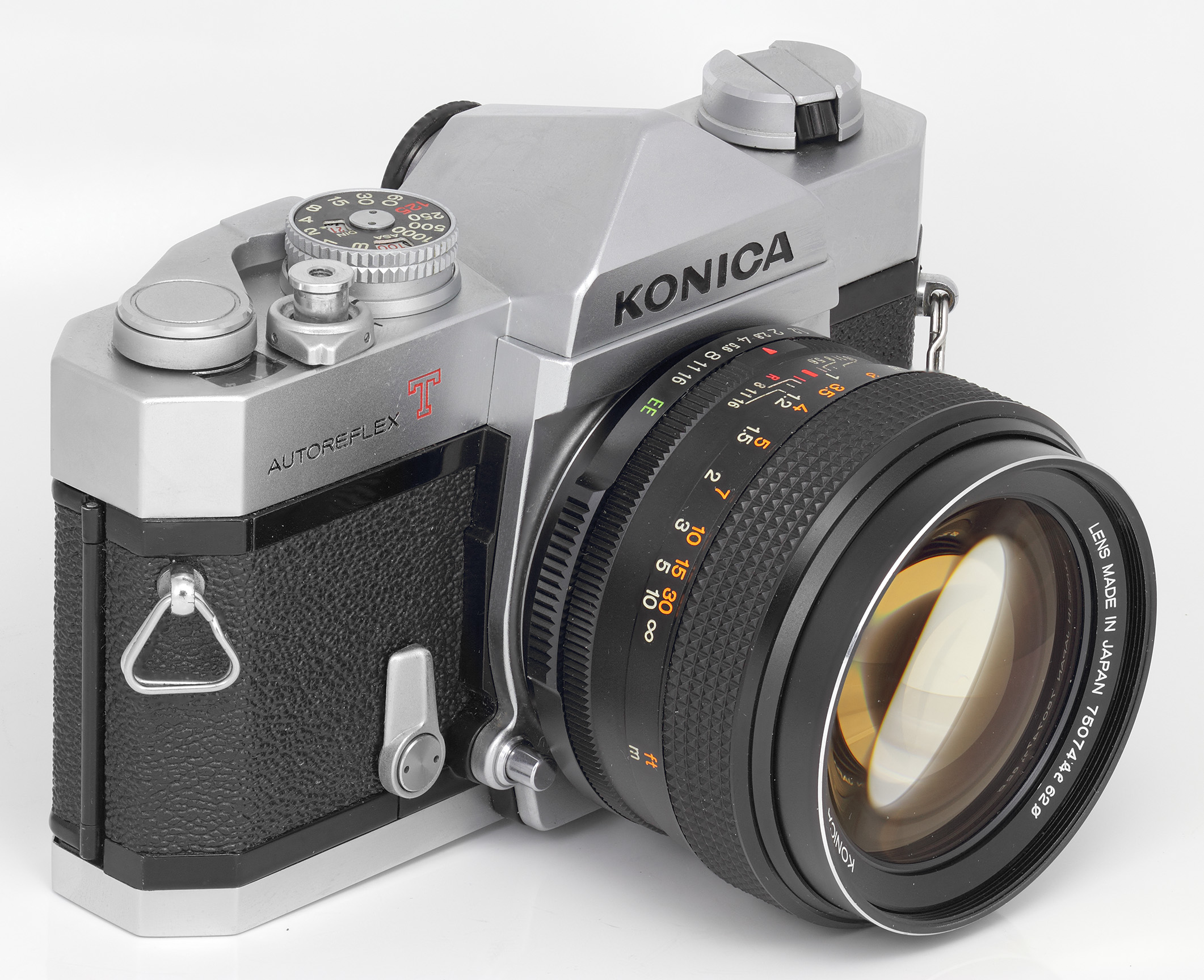
Konica Autoreflex T2 (1970–1973) mit Hexanon 1.2/57mm

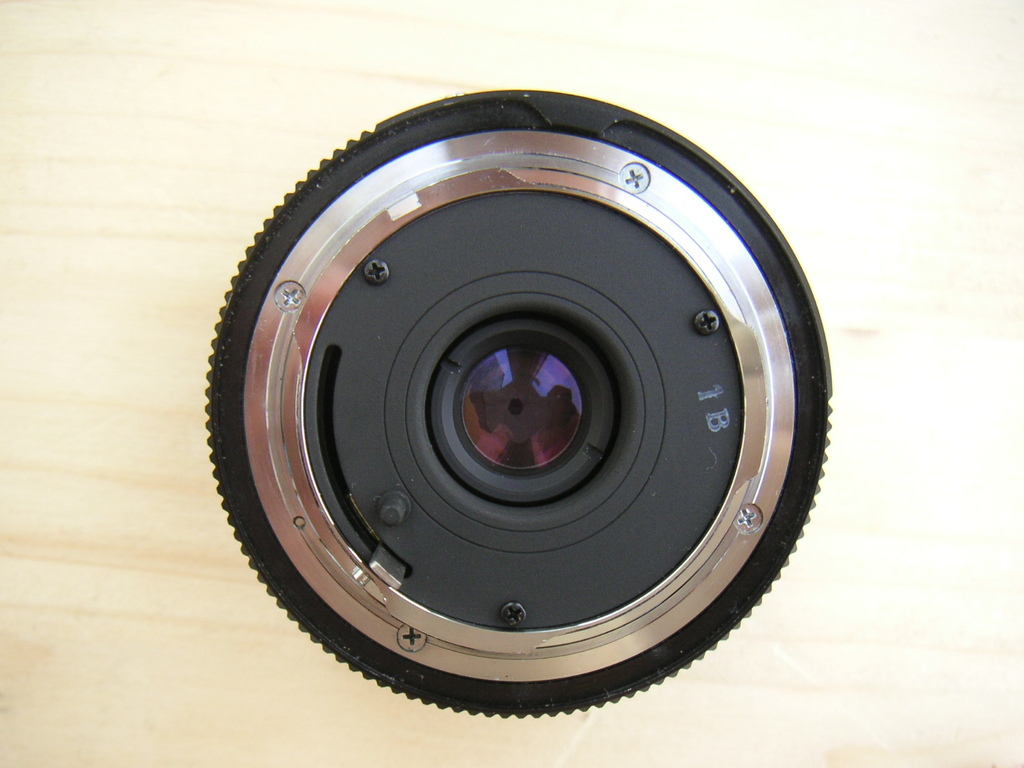
AR-Anschluss (des Hexanon 3.5/28 mm)

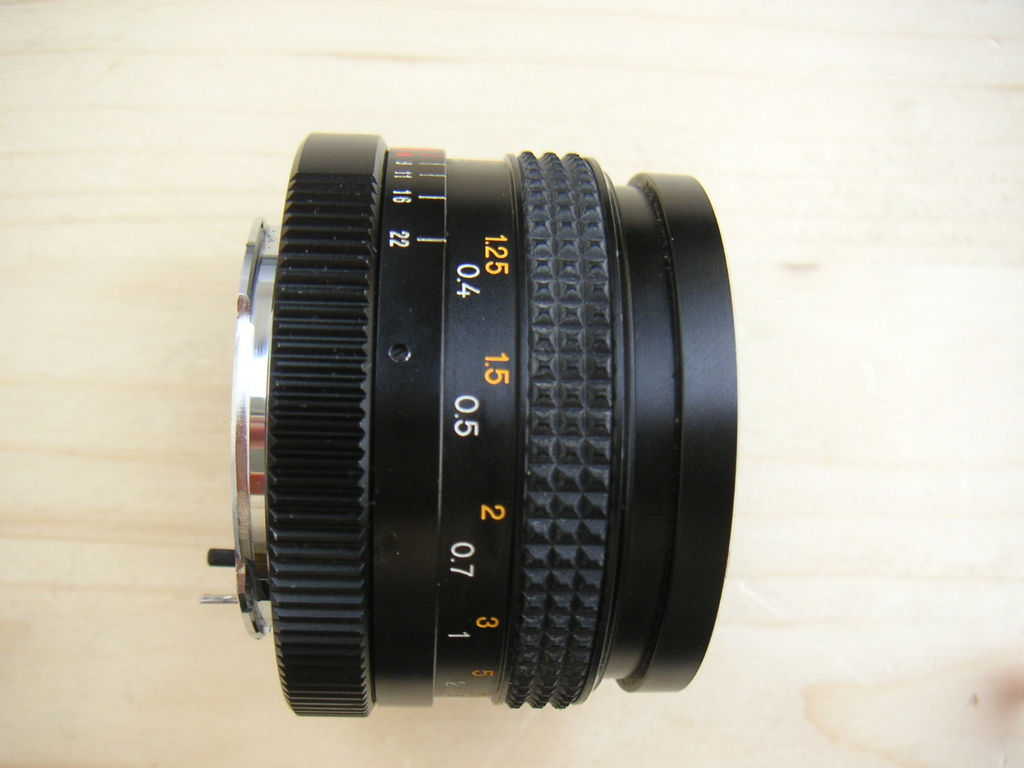
AR-Bajonett, Seitenansicht
(Hexanon 3.5/28 mm)

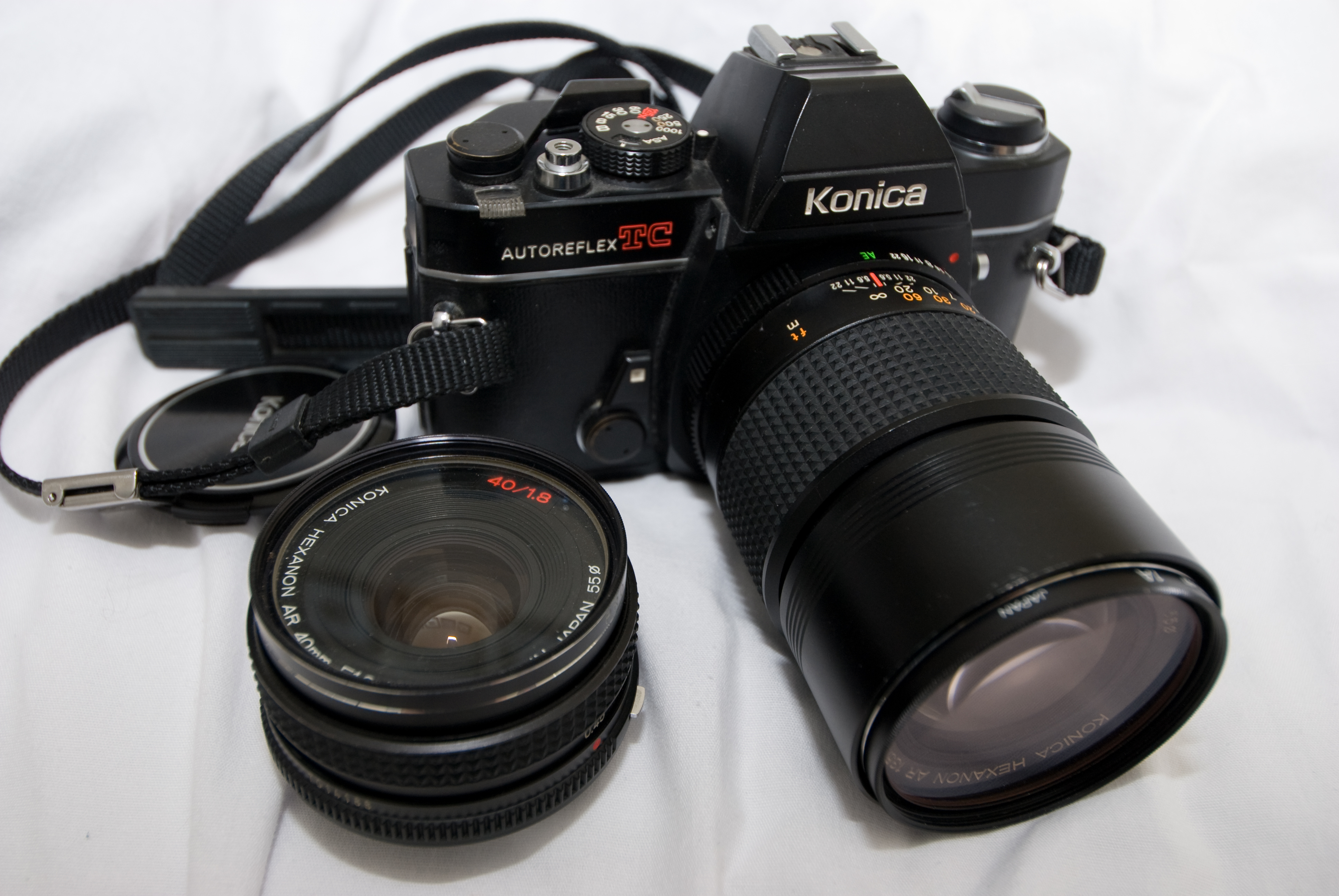
Konica Autoreflex TC (1976–1982), mit Hexanon-Objektiven, links das Pancake 1,8

Mit der Autoreflex-Serie führte Konishiroku 1965 das AR-Objektivbajonett mit Durchmesser von 47 mm und Auflagemaß 40,5 mm ein.
Bis 1988 wurden folgende Modelle von der Autoreflex-Serie hergestellt:
- Konica Auto-Reflex (in Japan Autorex, 1965–1968, bei Vorstellung eine der ersten Kameras überhaupt mit Belichtungsautomatik; Messwertspeicher)[2]
- Konica Auto-Reflex P (in Japan Autorex P, 1966–1968, abgespeckte Auto-Reflex ohne Belichtungsmesser)
- Konica Autoreflex T and Autoreflex FTA (1968–1970, vollautomatische Belichtungssteuerung bei TTL-Messung durch das Objektiv, endgültige Form des Konica-AR-Bajonetts)
- Konica Autoreflex A (1968–1971, abgespeckte Autoreflex T, kürzeste Verschlusszeit 1/500s, ohne Selbstauslöser und ohne Abblendtaste zur Schärfentiefebeurteilung und Batterietest)
- Konica Autoreflex T"2",  FTA"2" (1970–1973)
- Konica Autoreflex A"2" (1971–1972, ähnlich A)
- Konica Autoreflex A1000 (1972–1973, verbesserte Version der Autoreflex A2 mit 1/1000s als kürzeste Verschlusszeit)
- Konica Autoreflex T3 (1973–1975, durch überarbeitete Mechanik verbessertes Auslöseverhalten)[3]
- Konica Autoreflex A3 (1973–n.n., ohne Selbstauslöser, Abblendtaste zur Schärfentiefebeurteilung und Anzeige der Verschlusszeit im Sucher)
- Konica Autoreflex T3N (auch NT3 oder "New" T3, 1975–1978)
- Konica Autoreflex T3 100th Anniversary (1976, auf 1.500 Stück limitierte Sonderauflage zum 100jährigen Kamerabau bei Konica)[4]
- Konica Autoreflex TC (etwa ab 1976–1982, in Japan ACOM-1; erstes kleineres Gehäuse mit Kunststoffoberteil, Verschlusszeitenbereich 1/8 s – 1/1000 s, Belichtungsmessspeicher)[5][1]
- Konica Autoreflex T4 (1978–1979, ähnlich TC, jedoch Verschlusszeitenbereich 1 s – 1/1000 s, helleres Sucherbild, Anschlussmöglichkeit für einen Winder (Konica Auto Winder AR)[6], Abblendtaste zur Schärfentiefenkontrolle)[7][8]
- Konica TC-X (1985–1988, hergestellt bei Cosina; strenggenommen keine Autoreflex, erinnert aber vom Funktionsumfang und im Namen an die Autoreflex TC, Innovation war die DX-Filmerkennung; äußeres Gehäuse aus Kunststoff)[9]

Alle Autoreflex-Modelle haben einen vertikal ablaufenden Metallschlitzverschluss, der (mit Ausnahme der TC-X) von Copal stammt. Die kürzeste Verschlusszeit betrug bei allen T-Modellen von Anfang an 1/1000 s. Die Blitzsynchronisation ist mit Ausnahme der TC-X immer mit 1/125 s möglich, auch bei den A-Modellen. Bis auf die manuelle Autoreflex P sind alle Autoreflex-Modelle und die TC-X Blendenautomaten.

## Konica-Objektive und Zubehör
Schon für das erste Modell Auto-Reflex gab es Hexanon-Objektive mit Brennweiten von 21 bis 1000 mm sowie das Zoomobjektiv 3.5/47-100 mm. Für Konica-Objektive mit dem älteren Bajonett ("F") gab es Adapter. Das Zubehör umfasste Nahlinsen, Zwischenringe, ein Balgengerät und  einen Winkelsucher.
Mit der Autoreflex T war das lichtstarke Standardobjektiv Hexanon 57 mm / 1:1,2 und das lichtstarke Hexanon 85 mm / 1:1,8 erhältlich (das 85 mm Tele sogar davor). Beide wurden bis 1987 hergestellt.  Die Autoreflex TC konnte neu mit dem bekannten 1.8/40 mm Pancake-Objektiv erworben werden, das 1979 eingeführt wurde. Es hat sechs Linsen und wiegt lediglich 140 g.

### Weitere Zoom-Objektive
Für den Telebereich gab es ein 70-230-Zoom, das auch mit dem F-Bajonett angeboten wurde. Es wurde während der Bauzeit der Autoreflex T durch ein etwas leichteres und lichtstärkeres Hexanon Zoom 80-200 mm / 1:3.5 ersetzt. Bezüglich des Brennweitenbereichs ist das Hexanon 58–400/4.0 bemerkenswert. Es wurde 1965 und 1966 gebaut und hatte in der damaligen Zeit sehr gute optische Leistungen; es wurde aber nur in Japan angeboten und war mit etwa 4 kg Masse recht schwer.
Das Zoom-Hexanon 47-100 wurde bei Einführung der Autoreflex T3N 1975 durch ein 45-100 ersetzt, was mit dem Filmformat 24 × 36 keinerlei Einschränkungen hatte. Ebenfalls zur Zeit der T3N, wurde ein etwa 4 cm kürzeres und 370 g leichteres 80-200 mit einer Naheinstellgrenze von nur 0,7 m eingeführt.
Darüber hinaus waren auch die Fx-1-Modelle (1979–1987) mit dem AR-Bajonett kompatibel, so dass auch die Objektive aus dieser Zeit, wie beispielsweise das Zoom-Hexanon AR 70-150 mm mit den Autoreflex-Modellen ohne Probleme verwendet werden können.

## Bewertungen
Über die Autoreflex T3 urteilte Popular Photography im Juni 1974: " ... takes its place among the top advanced amateur-to-professional cameras of our time."
Auch die Konica Hexanon-(AR)-Objektive haben einen ausgesprochen guten Ruf. Dies gilt auch für das Konica Hexanon 85 mm / 1:1,8 und das lichtstarke Standardobjektiv Hexanon 57 mm / 1:1,2. Auch das 1979 eingeführte 40 mm/1:1.8 Pancake-Objektiv war für höchste Schärfe bekannt.

## Vertrieb und Service in Deutschland
Der Vertrieb und Service in Deutschland lag in den 1970er und 80er Jahren bei Carl Braun Camerawerk in Nürnberg.